# إدوين موسكيرا
إدوين موسكيرا (بالإسبانية: Edwin Mosquera)‏ هو لاعب كرة قدم كولومبي في مركز الهجوم، ولد في 27 يونيو 2001 في كيبدو في كولومبيا.

## وصلات خارجية
- إدوين موسكيرا على موقع الدوري الأمريكي (الإنجليزية)
- إدوين موسكيرا على موقع قاعدة بيانات كرة القدم.إي يو (الإنجليزية)
- إدوين موسكيرا على موقع Soccerway.com (الإنجليزية)